# Hans Peter Feddersen
Ne pas confondre avec son père Hans Peter Feddersen dit l'Ancien (1788-1860).
Hans Peter Feddersen, né le 29 mai 1848 à Westerschnatebüll (Nordfriesland) et mort le 13 décembre 1941 à Kleiseerkoog, aujourd'hui Galmsbüll, (Nordfriesland), est un artiste peintre allemand de paysage et de scènes de genre.

## Biographie
Fils du portraitiste Hans Peter Feddersen dit l'Ancien, il étudie aux académies d'art de Düsseldorf avec Oswald Achenbach de 1866 à 1871 et de 1871 de Weimar avec Theodor Hagen, qu'il suit de Düsseldorf à Weimar. Ses voyages d'études le conduisent à Sylt, en Mazurie et à Rügen. Il s'installe temporairement à Bad Kreuznach. En 1870, il accompagne Hagen à Düsseldorf, où il veut convaincre le peintre hongrois Mihály Munkácsy d'aller à Weimar comme professeur. D'avril à juin 1877, il se rend en Italie. En 1885, Kleiseerkoog devient sa résidence permanente en Frise du Nord lorsqu'il retourne à la ferme de ses parents avec son épouse Margarethe. Il y vit comme peintre indépendant jusqu'à sa mort en 1941.
En 1910, il est nommé professeur, en 1924, il obtient le doctorat honoris causa de la Faculté de philosophie de l'Université de Kiel. En 1926, il devient membre de l'Académie des arts de Berlin, en 1938, il reçoit la médaille Goethe pour l'art et la science.
Feddersen est considéré comme l'un des peintres paysagistes les plus importants du Schleswig-Holstein. Mais aussi les portraits et la peinture de genre font partie de son œuvre. Les musées de Kiel, Flensbourg et Husum présentent toujours ses œuvres dans une exposition permanente. Il commence dans le naturalisme et se développe à travers les échos de l'impressionnisme jusqu'à sa dernière œuvre expressionniste. Un catalogue d'œuvres compilé par Stubbe/Martius contient 1 466 œuvres.

## Expositions importantes
- 1873 : Vienne, Weltausstellung
- 1906 : Jahrhundertausstellung deutscher Kunst à Berlin
- 1906 : Flensbourg, Städtisches Museum
- 1928 : Kiel, Kunsthalle
- 1939 : Hambourg, Association d'arts de Hambourg, Kunsthalle de Hambourg[3]
- 1943 : Flensburg, Nachlassausstellung
- 1948 : Husum et Niebüll, Gedächtnisausstellung zum 100. Geburtstag
- 1979 : Kiel, Kunsthalle
- 1998 : Husum, Flensburg und Niebüll
- 2008 : Oldenburg
- 2015 : Alkersum (Nordseeinsel Föhr), Museum Kunst der Westküste

## Galerie

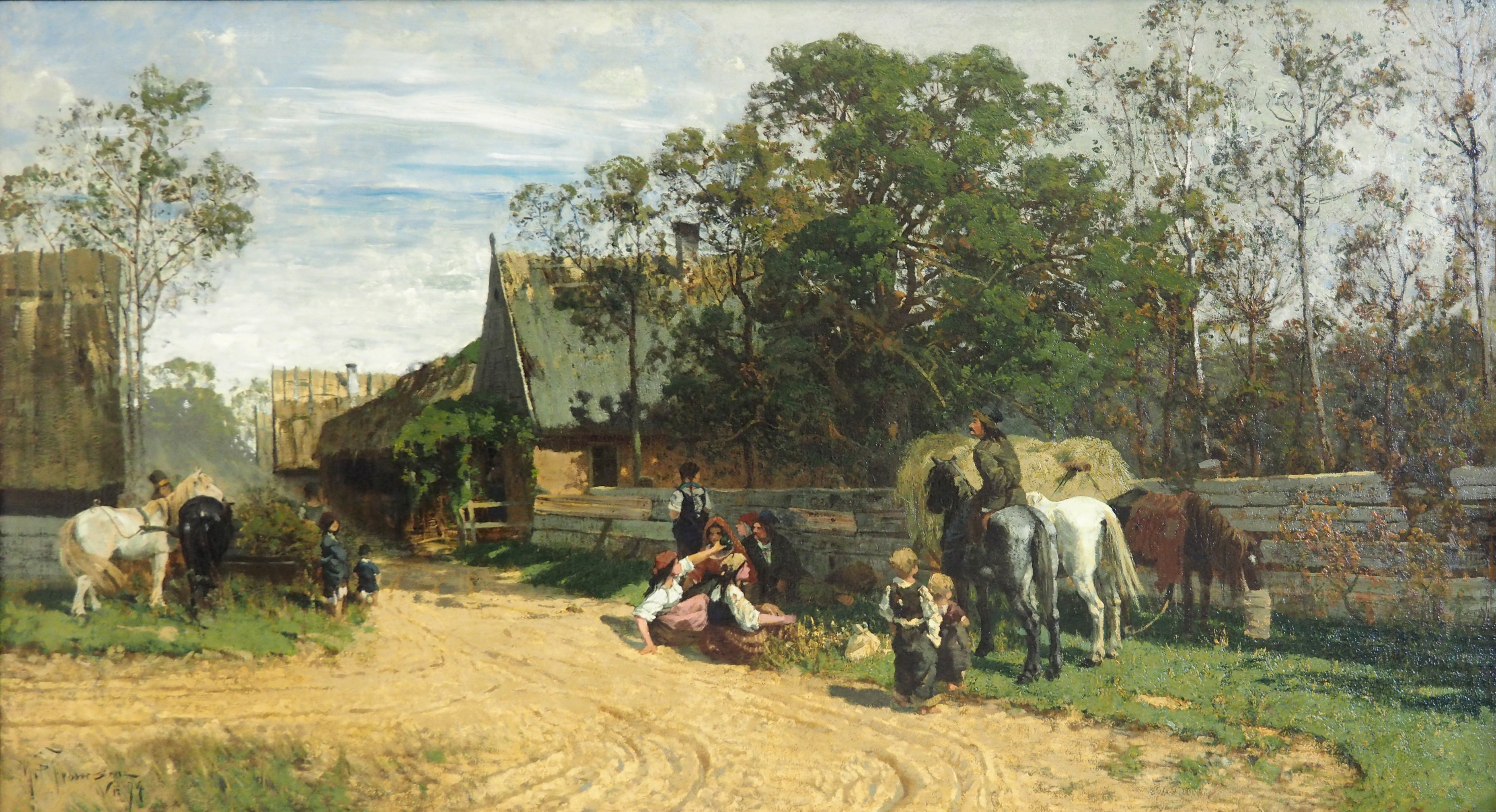
Polnisches Dorf (1874)
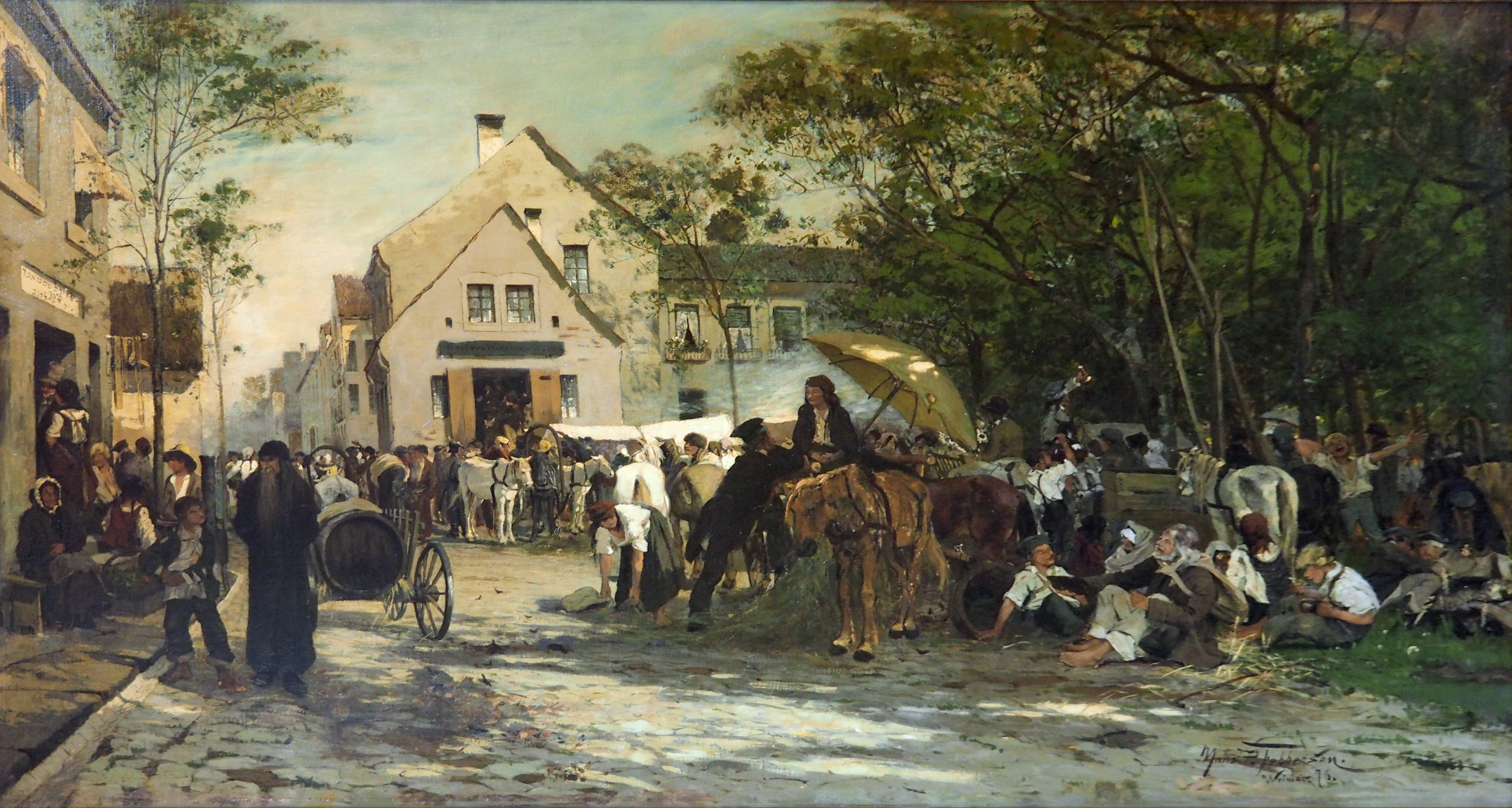
Russischer Wochenmarkt (1876)
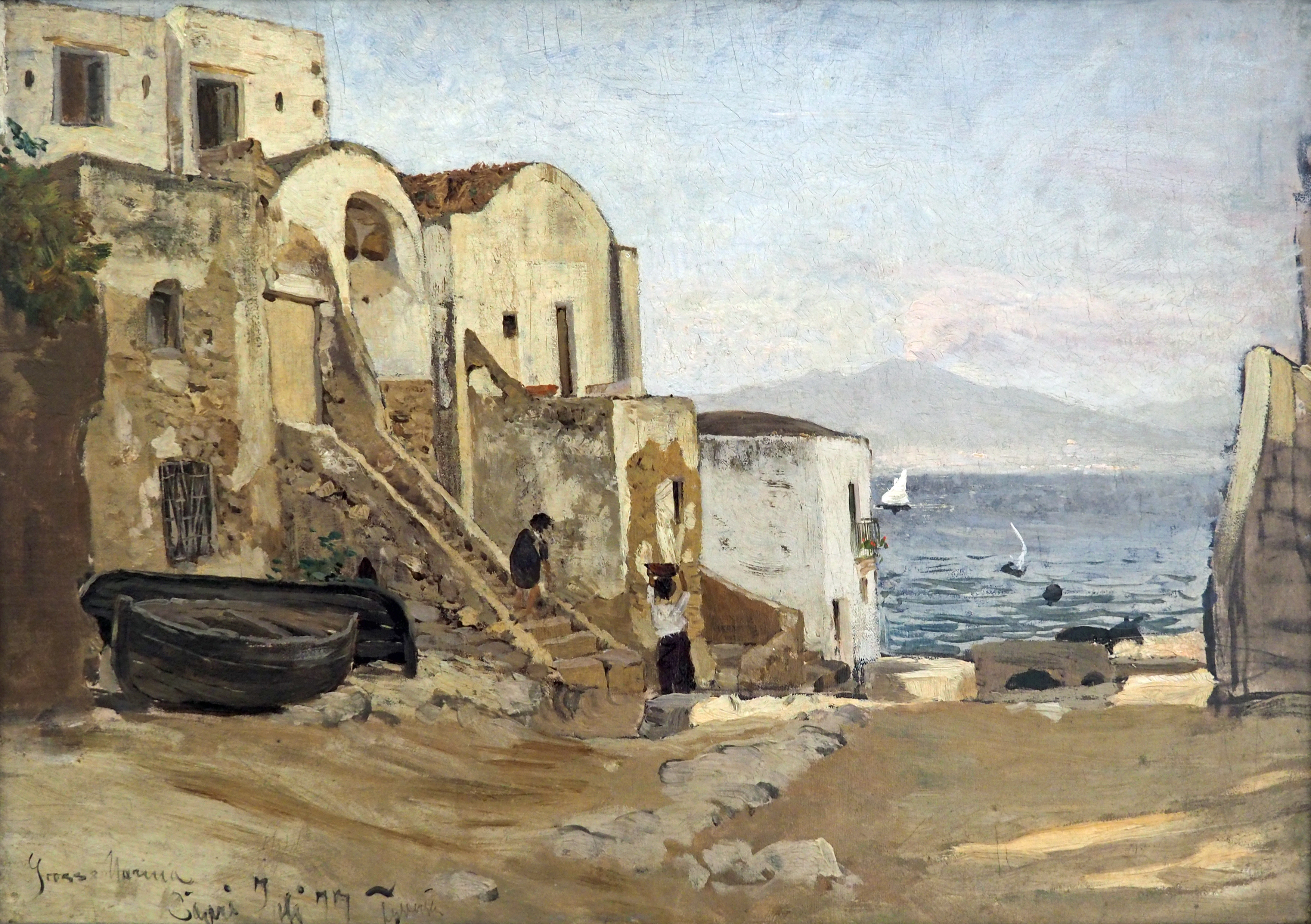
Große Marine Capri (1877)
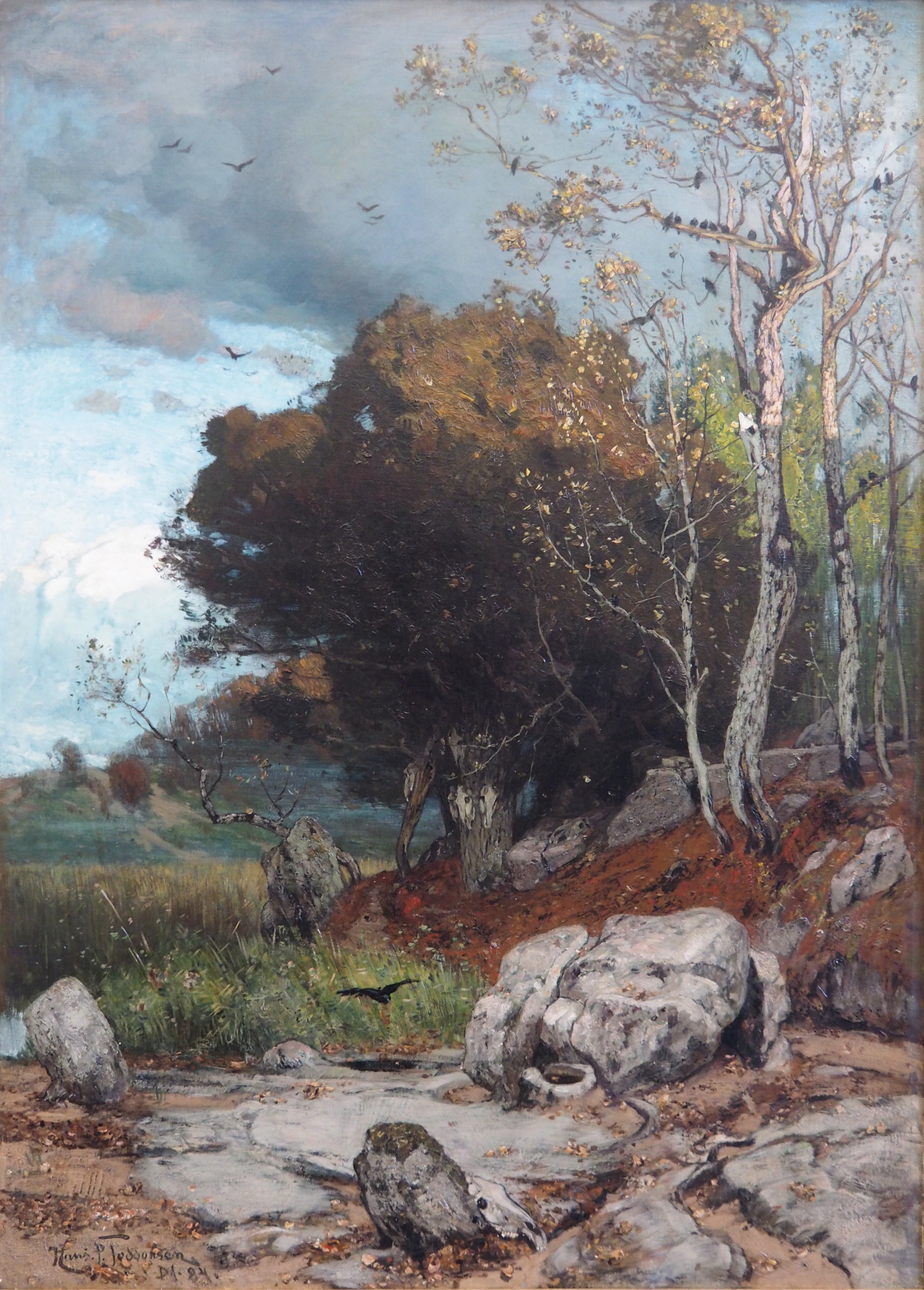
Opferstätte (1884)
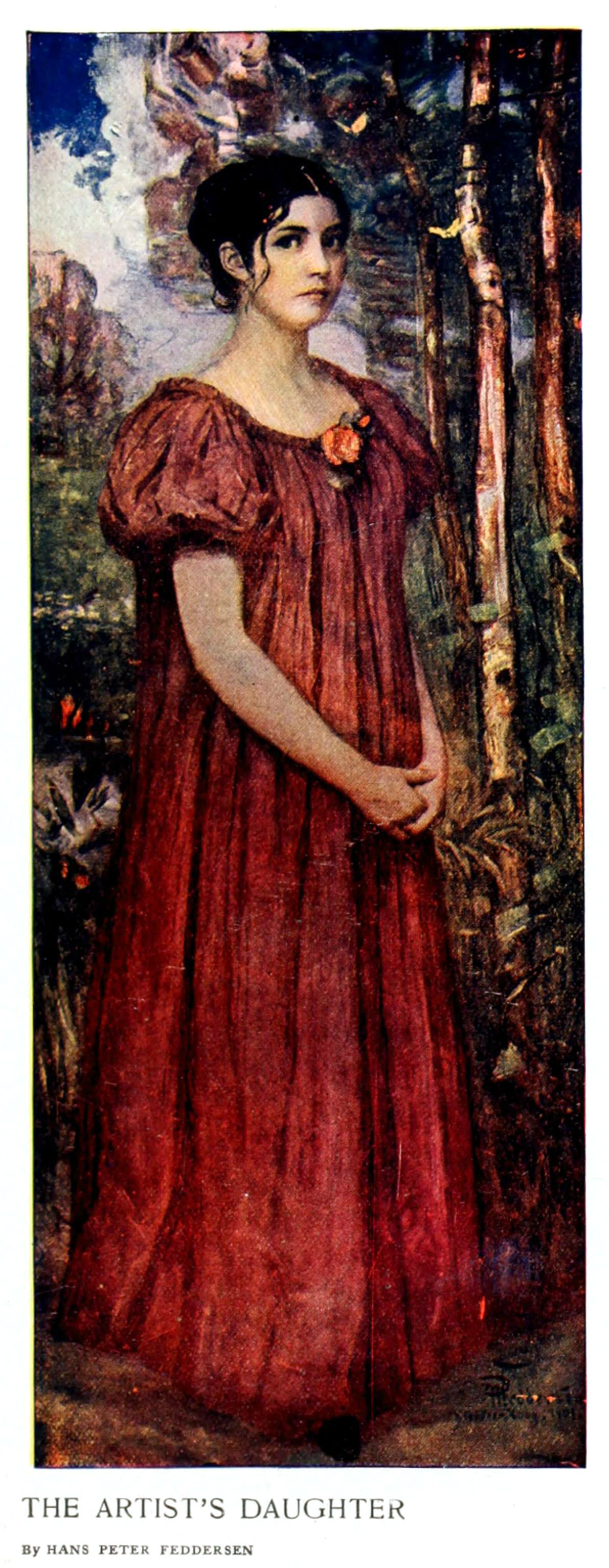
Die Tochter (1904)